# Lanxoblatta lata
Lanxoblatta lata är en kackerlacksart som först beskrevs av Robert Walter Campbell Shelford 1907.  Lanxoblatta lata ingår i släktet Lanxoblatta och familjen jättekackerlackor.
Artens utbredningsområde är Colombia. Inga underarter finns listade i Catalogue of Life.